# Cimetière de la Paillette de Libourne
Le cimetière de La Paillette est le cimetière le plus ancien de Libourne en Gironde. Il se trouve rue de Montaudon au sud de la ville.

## Histoire et description
Auparavant le cimetière de Libourne se trouvait autour de l'église Saint-Jean-Baptiste de Libourne; mais il a été fermé pour des raisons de salubrité. Le cimetière de La Paillette, dont la fondation a été décidée par un décret impérial de 1804 et les premières inhumations datent de 1809, s'étend selon un plan rectangulaire sur un peu plus de quatre hectares longeant la voie ferrée. Il doit son nom à une ancienne métairie sur les lieux. C'est le cimetière historique de la ville surnommé le « Panthéon libournais ». Plat avec des allées à angle droit et non arboré, il présente encore quelques tombes anciennes intéressantes de notables locaux et vingt-deux chapelles familiales, dont la chapelle néogothique de la famille Condat. Le bronze du Frère Luscaris des écoles chrétiennes est à noter. On remarque aussi des tombes modernes de la communauté gitane. Le cimetière possède un monument aux morts.

## Personnalités inhumées
- Général Albert d'Amade (1856-1941), il n'est pas enterré ici, mais aux Invalides et une plaque sur le caveau familial maternel rappelle sa mémoire
- François Battanchon (1810-1887), violoniste et compositeur (buste sur une colonne)
- Amédée Constant (1839-1880), sculpteur
- Jean-Raymond Guyon (1900-1961), socialiste et franc-maçon, secrétaire d'État de la IVe République
- Théophile Lacaze (1799-1846), peintre (mausolée)
- Frère Lucaris des écoles chrétiennes (bronze)
- Jean Mamère (1951-1995), journaliste sportif, frère de Noël Mamère
- Henri-Jean Moreau (1890-1956), sculpteur
- René Princeteau (1843-1914), peintre
- Mathilde Robert (1823-1904), peintre
- Alexandre de Saint-Genis (1772-1834), ingénieur des ponts et chaussées qui releva les monuments du Nil et de la Vallée des Rois
- Abel Surchamp (1846-1913), maire de Libourne et député